# Рыбный (ручей)
Рыбный (устар. Альчик) — ручей на полуострове Камчатка. Протекает по территории Быстринского района Камчатского края России.
Длина — 16 км. Впадает слева в реку Ича на расстоянии 31 км от её устья.
Протекает с юга на север, на всём своём протяжении по заболоченной низменности. Значительных притоков не имеет.
Второе название Альчик имеет ительменское происхождение, однако его точное значение не установлено.
По данным государственного водного реестра России относится к Анадыро-Колымскому бассейновому округу.
- Код водного объекта 19080000212120000030423